# Relativitat d'escala
La relativitat d'escala és una teoria física desenvolupada inicialment per Laurent Nottale, mentre treballava a l'observatori francès de Meudon, prop de París. Amplia la relativitat especial i general amb una nova formulació d'invariància d'escala que preserva una longitud de referència, que és la longitud de Planck.
En exigir que la longitud de Planck sigui invariant sota canvis d'estat d'escala, es fa necessari abandonar la hipòtesi de diferenciabilitat de l'espaitemps. En el seu lloc, se suggereix una estructura fractal. La transició entre el món clàssic / món quàntic és reemplaçada per una transició fractal / no fractal, que produeix com a efecte destacat una divergència en la longitud dels camins quàntics a petita escala.

## Anàleg galileà: definició d'estat d'escala
Mentre que en relativitat galileana el moviment ve expressat per diferències de velocitats:
{\displaystyle v=v_{2}-v_{1}=(v_{2}-v_{0})-(v_{1}-v_{0})}
En relativitat d'escala es defineix en primer lloc la raó d'escala:
{\displaystyle \rho ={\frac {x_{2}}{x_{1}}}=\left({\tfrac {x_{2}}{x_{0}}}\right)\diagup \left({\tfrac {x_{1}}{x_{0}}}\right)}
I la seva representació logarítmica {\displaystyle V=\ln({\frac {x_{2}}{x_{1}}})}, anomenada estat d'escala, que pot ser escrita en la mateixa forma que les velocitats galileanes: {\displaystyle V=V_{2}-V_{1}}.

## Principi fonamental
Les lleis de la naturalesa han de ser vàlides en qualsevol sistema coordinat, sigui quin sigui el seu estat de moviment o d'escala.

## Conseqüències i prediccions
- Aparició de dues escales invariants sota dilatació (la longitud de Planck i la seva contrapartida a gran escala, la longitud cosmològica).
- Localització d'exoplanetes
- Explicació d'algunes estructures a gran escala observades
- Relació entre la massa i la càrrega de l'electró